# Pardipicus
Pardipicus – rodzaj ptaków z podrodziny dzięciołów (Picinae) w obrębie rodziny dzięciołowatych (Picidae).

## Zasięg występowania
Rodzaj obejmuje gatunki występujące w Afryce.

## Morfologia
Długość ciała 14–18 cm; masa ciała 30–68 g.

## Systematyka

### Etymologia
- Pardipicus: łac. pardus, pardi „lampart”, od gr. παρδος pardos „lampart”; picus „dzięcioł”[5].
- Stictocraugus: gr. στικτος stiktos „plamisty, cętkowany”, od στιζω stizō „tatuować”; κραυγος kraugos „dzięcioł”[6].
- Cnipotheres: gr. κνιψ knips, κνιπος knipos „kornik, owad”; -θηρας -thēras „łowca”, od θηραω thēraō „polować”, od θηρ thēr, θηρος thēros „bestia, zwierzę”[7]. Gatunek typowy: Chloropicus caroli Malherbe, 1852.

### Podział systematyczny
Gatunki wyodrębnione z Campethera; w takim ujęciu do rodzaju należą następujące gatunki:
- Pardipicus nivosus (Swainson, 1837) – dzięciolik mały
- Pardipicus caroli (Malherbe, 1852) – dzięciolik brązowouchy